# Frégate superbe
Fregata magnificens
Espèce
Statut de conservation UICN

 LC  : Préoccupation mineure
La Frégate superbe (Fregata magnificens Mathews, 1914) est une espèce d'oiseau de mer appartenant à la famille des Fregatidae. Elle est aussi appelée macari ou frégate aux Antilles.

## Description

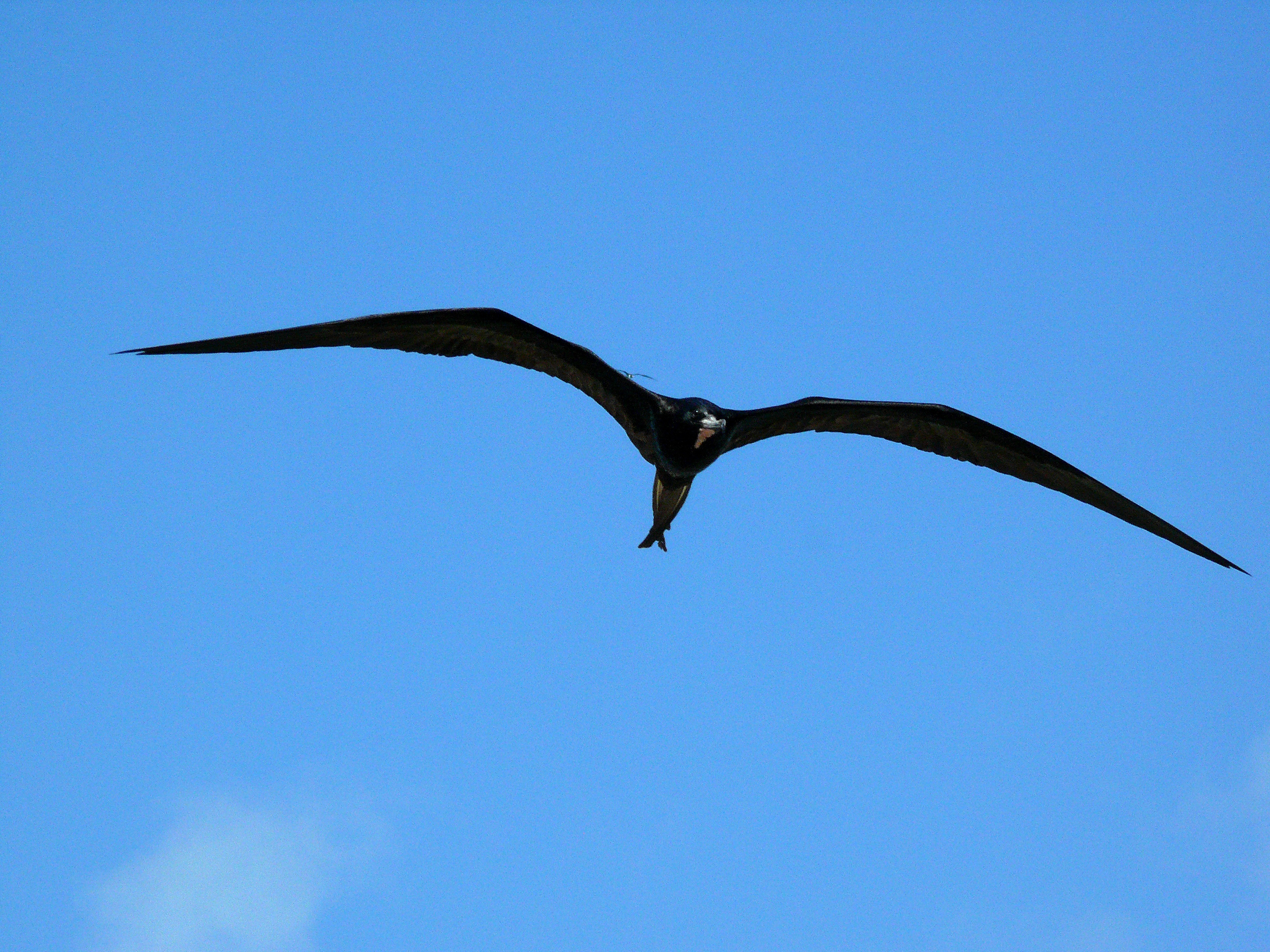
Frégate en vol (Belize)

C'est une frégate de grande taille (en moyenne 91 cm pour le mâle et 111 cm pour la femelle pour une envergure d'environ 2 m), reconnaissable par ses ailes longues et effilées, son bec long et crochu et sa queue fourchue.
Son plumage non étanche ne lui permet pas de plonger ni de nager, elle serait alors prise au piège.
Les femelles sont noires avec la tête blanche, les mâles eux sont entièrement noirs avec un sac gulaire rouge vif sous le cou qu'ils gonflent lors des parades nuptiales.

## Répartition
Cet oiseau fréquente tout le bassin Caraïbe (Mer des Caraïbes et Golfe du Mexique), la côte Atlantique sud (du Venezuela à l'Uruguay), la côte Pacifique est (de l'extrême sud de la Californie au Pérou), les îles du Cap-Vert, et une toute petite partie de l'Afrique occidentale (côte Mauritanienne et sénégalaise).

## Alimentation
C'est un puissant chasseur qui se nourrit essentiellement de poissons et de petites tortues. Néanmoins, il lui arrive de manger des calmars.
En Guyane, il suit les crevettiers pour attraper les rebuts de pêche jetés par-dessus bord.
Sa technique de chasse le pousse quelquefois à harceler d'autres oiseaux de mer, jusqu'à ce  qu'ils soient contraints de régurgiter leur proie et se l'approprier ensuite.

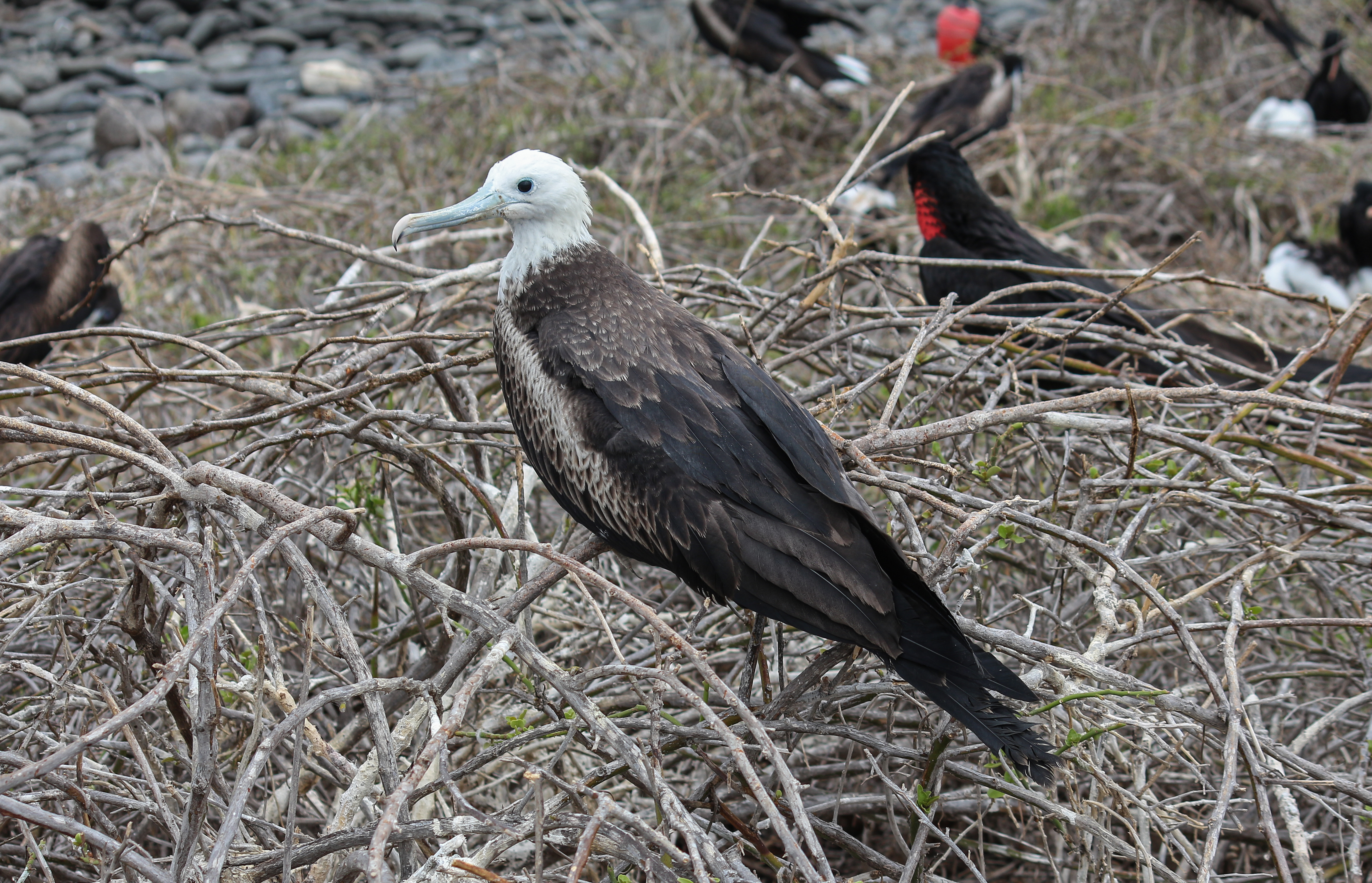
Frégate superbe immature femelle sur l'île Santa Cruz aux Îles Galápagos

## Situation de l'espèce en Guyane
Présentes toute l'année en Guyane, sur l'Île du Grand Connétable, les frégates superbes se dispersent en mer depuis le littoral et les estuaires jusqu'à 30 à 40 km des côtes (100 km au maximum) où on les retrouve principalement dans le sillage des crevettiers.
Près de 500 couples nidifient, un seul œuf est pondu au sol sur un nid sommaire constitué de branchettes.
L’œuf est couvé 50 jours par les deux parents, le poussin s'envole à l'âge de 6 mois environ.

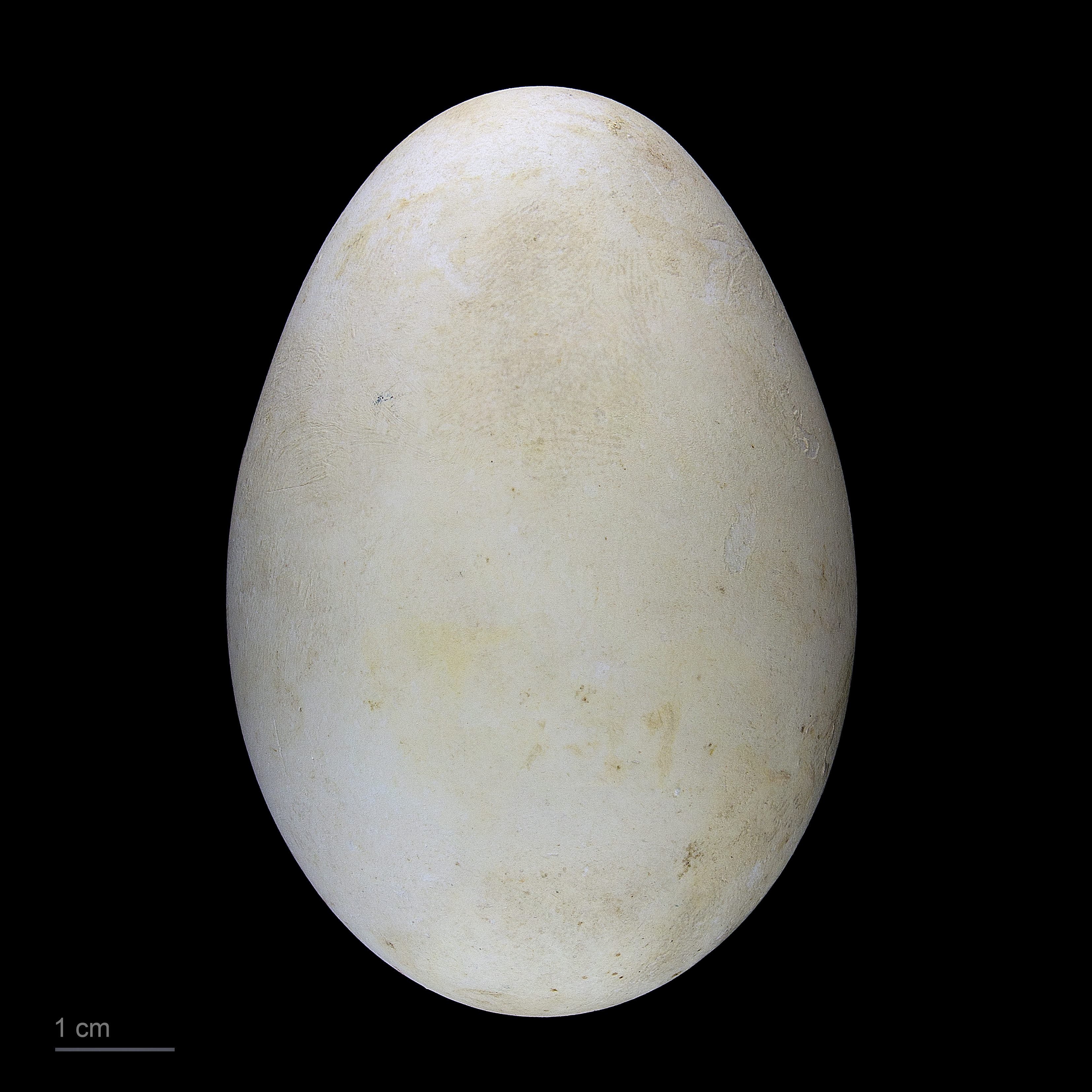
œuf de Fregata magnificens - Muséum de Toulouse

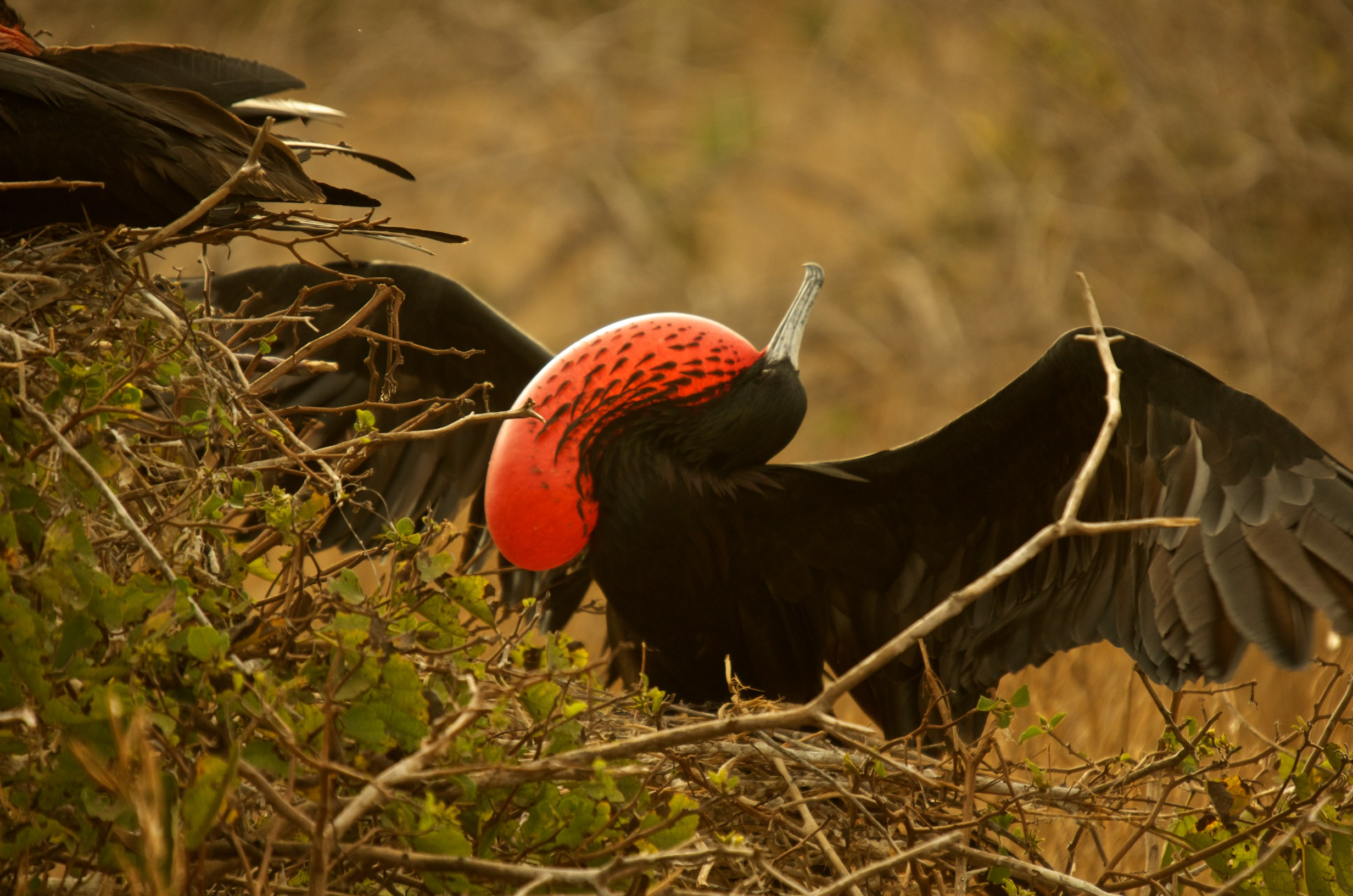
Mâle paradant

Après la saison sèche, on observe un net regain d'activité nuptiale. Les mâles paradent en gonflant d'air le sac gulaire rouge de leur jabot, dès la fin septembre et ce jusqu'en février/mars.
Jamais les frégates ne cessent leur ballet aérien, car leur plumage non imperméable leur interdit de plonger ou de nager. Elles se nourrissent en l'air, repérant les bancs de poissons volants, harcelant les bébés tortues sur les plages ou arrachant leur proie au bec d'autres oiseaux.
L'importante fraction non nicheuse de la population (oiseaux immatures pour la plupart) peut porter à près de 4 000 à 6 000 individus le rassemblement concentré sur l'île et ses abords immédiats.

## Sous-espèces
D'après la classification de référence (version 14.1, 2024) de l'Union internationale des ornithologues, la Frégate superbe possède 2 sous-espèces (ordre philogénique) :
- Fregata magnificens magnificens Mathews, 1914 ;
- Fregata magnificens rothschildi Mathews, 1915.